# Bäck, Ekeby socken

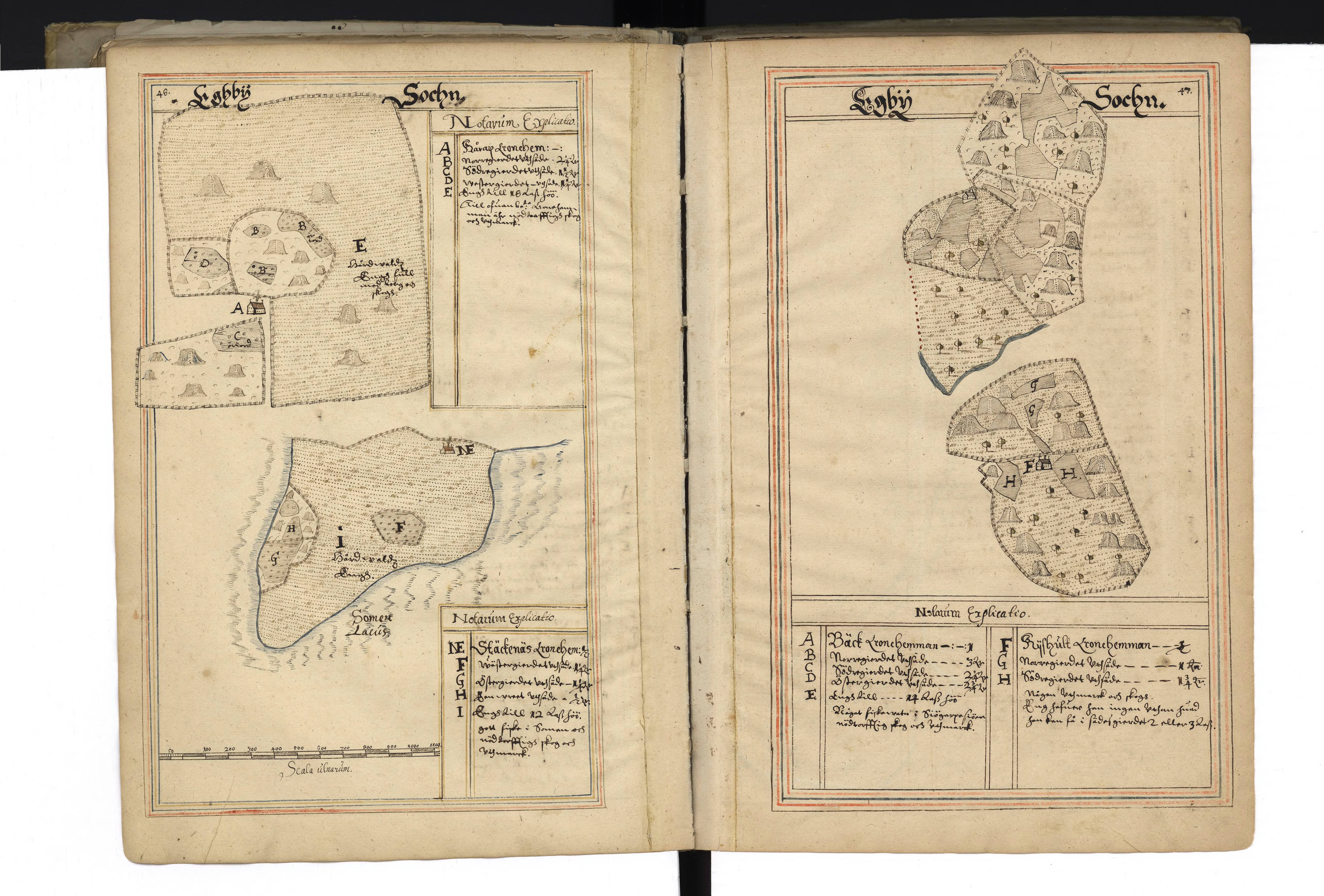
Karta över Bäck, år 1638.

Bäck är en gård från åtminstone 1600-talet i Ekeby socken, Boxholms kommun.

## Historik
Bäck är en gård från åtminstone 1638 i Ekeby socken, Boxholms kommun som bestod av 2 hemman. Gården kom att delas upp i Lilla Bäck och Stora Bäck.

### Backstugor och torp
På gården har det även funnits ett flertal torp och backstugor vid namn Bohult, Hammarshult, Hultstugan, Hultet, Kullebo, Lilla Bäckstorp, Tånghult, Slägghult. Torpmärkningar utfördes på Slägghult 1970, Kullebo 1990, Tånghult 2000 och Hultstugan 2014.